# Stadtbefestigung Oebisfelde

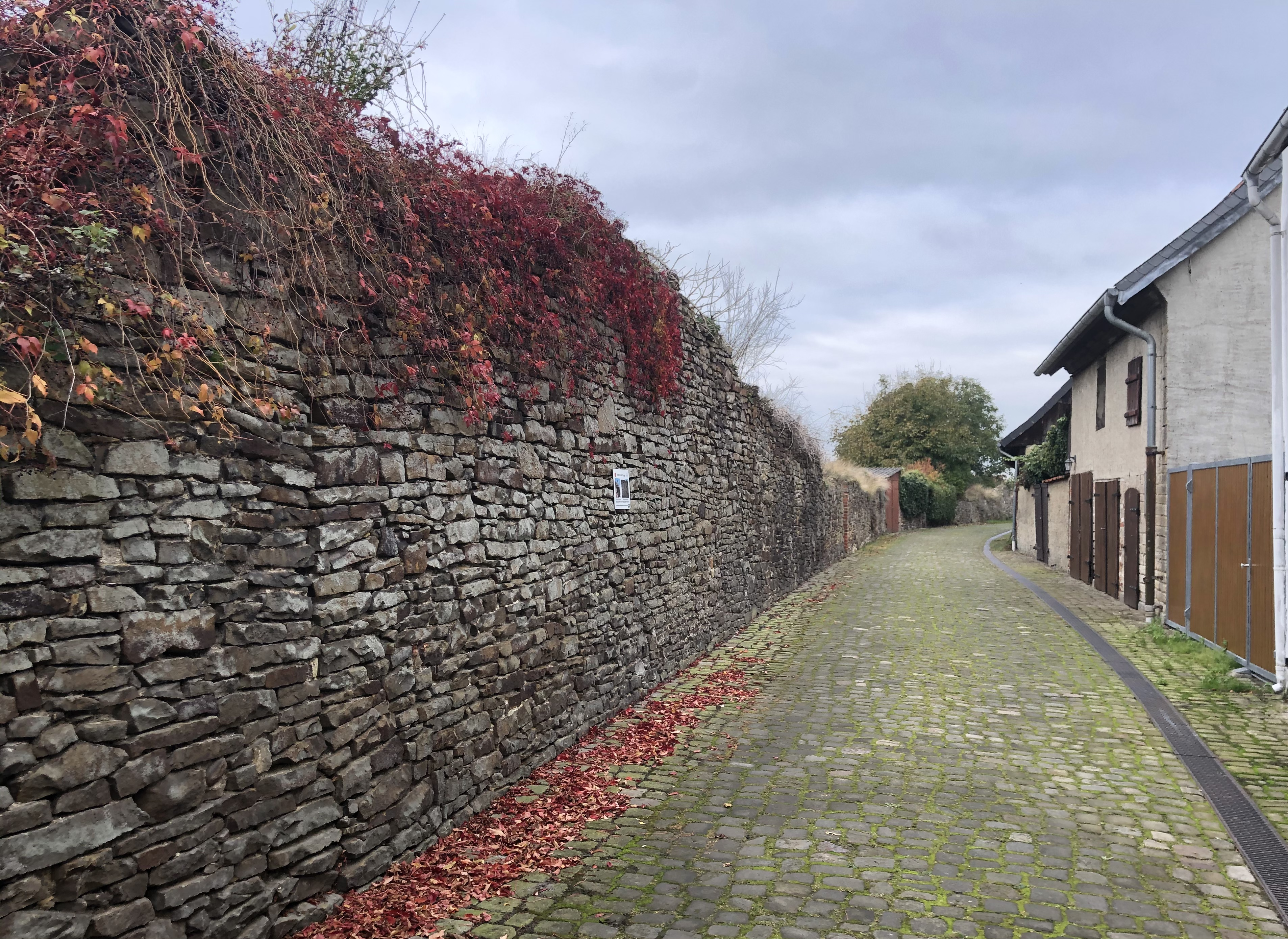
Blick durch die Straße an der Stadtmauer von Süden, links die Stadtmauer, 2021

Die Stadtbefestigung Oebisfelde ist eine denkmalgeschützte historische Stadtbefestigung in Oebisfelde-Weferlingen in Sachsen-Anhalt.

## Lage
Die Stadtbefestigung befindet sich im Ortsteil Oebisfelde und umschließt in ovaler Form die Altstadt Oebisfelde, zu deren Denkmalbereich sie gehört. Die Befestigung erstreckt sich entlang der Straßen Achterstraße, Am Wall, An der Stadtmauer, Kirchplatz und Mauerstraße.

## Architektur und Geschichte
Die Befestigung entstand als doppelter Wall und Graben. Im 13./14. Jahrhundert wurde die noch heute weitgehend erhaltene Mauer errichtet. Sie verfügte ursprünglich über fünf Türme, von denen der als Halbschalenturm ausgeführte Goldackerturm im südlichen Abschnitt erhalten ist. Außerdem bestanden mit dem Braunschweiger Tor, dem Schweinetor und dem Töpfertor drei Stadttore.
Im 19. Jahrhundert wurde die Anlage, die ihre militärische Bedeutung verloren hatte, verändert und in ihrem Umfang reduziert. In ihrem östlichen Teil wurden die Wälle zu einer Promenade, dem Dämmchen, umgebaut. In den Bereichen Am Wall und An der Stadtmauer ist die Anlage jedoch noch gut erkennbar. Zum Teil besteht die Mauer hier noch etwa in ursprünglicher Höhe, so sind dort zum Teil noch die Mauerlöcher für die nicht mehr erhaltenen hölzernen Wehrgänge zu erkennen.
Im örtlichen Denkmalverzeichnis ist die Stadtbefestigung unter der Erfassungsnummer 094 83006 als Baudenkmal verzeichnet.